# Bahamas Women's Open 2012
Il Bahamas Women's Open 2012 è stato un torneo di tennis facente parte della categoria ITF Women's Circuit nell'ambito dell'ITF Women's Circuit 2012. Il torneo si è giocato a Nassau nelle Bahamas dal 12 al 18 marzo 2012 su campi in cemento e aveva un montepremi di $100,000.

## Partecipanti WTA

### Teste di serie
| Nazionalità | Giocatrice          | Ranking1 | Testa di serie |
| ----------- | ------------------- | -------- | -------------- |
| Francia     | Pauline Parmentier  | 60       | 1              |
| Ucraina     | Kateryna Bondarenko | 72       | 2              |
| Regno Unito | Anne Keothavong     | 77       | 3              |
| Polonia     | Urszula Radwańska   | 85       | 4              |
| Canada      | Aleksandra Wozniak  | 86       | 5              |
| Canada      | Stéphanie Dubois    | 91       | 6              |
| Francia     | Virginie Razzano    | 92       | 7              |
| Lussemburgo | Mandy Minella       | 93       | 8              |

- 1 Rankings al 9 marzo 2012.

### Altre partecipanti
Giocatrici che hanno ricevuto una wildcard:
- Ryann Foster
- Simone Pratt
- Maria Sanchez
- Alexandra Stevenson

Giocatrici passate dalle qualificazioni:
- Gail Brodsky
- Rika Fujiwara
- Karolína Plíšková
- Coco Vandeweghe

## Vincitori

### Singolare
Aleksandra Wozniak ha battuto in finale  Alizé Cornet, 6–4, 7–5

### Doppio
Janette Husárová /  Katalin Marosi hanno battuto in finale  Eva Birnerová /  Anne Keothavong, 6–1, 3–6, [10–6]